# E non hai visto ancora niente
E non hai visto ancora niente è un singolo del cantautore italiano Jovanotti, pubblicato l'11 marzo 2016 come quinto estratto dal tredicesimo album in studio Lorenzo 2015 CC..
Rispetto a quella presente nell'album, la versione pubblicata come singolo è un remix curato dal produttore Luca Pretolesi.

## Video musicale
Il videoclip, diretto da Antonio Usbergo e Niccolò Celaia (i quali avevano già collaborato con Jovanotti per il video di Sabato), è stato pubblicato lo stesso giorno dell'uscita del singolo.

## Tracce
1. E non hai visto ancora niente – 3:44

## Classifiche
| Classifica (2016) | Posizione massima |
| ----------------- | ----------------- |
| Italia            | 75                |